# Arpheuilles (Cher)
Arpheuilles es una población y comuna francesa, situada en la región de  Centro, departamento de Cher, en el distrito de Saint-Amand-Montrond y cantón de Charenton-du-Cher.

## Demografía
| 340 | 306 | 271 | 244 | 333 | 322 |
| Para los censos de 1962 a 1999 la población legal corresponde a la población sin duplicidades (Fuente: INSEE [Consultar]) |     |     |     |     |     |